# اخباب (المشنة)

تعديل مصدري - تعديل

اخباب هي إحدى قرى عزلة انامر اسفل بمديرية المشنة التابعة لمحافظة إب، بلغ تعداد سكانها 347 نسمة حسب تعداد اليمن لعام 2004.